# Tang Peng
Tang Peng (Chinees: 鵬唐; Peking, China, 4 februari 1981) is een voormalig Hongkongs professioneel tafeltennisser. Hij speelt rechtshandig, met de penhoudersgreep. Tang is zijn achternaam.
Hij vertegenwoordigde Hongkong op de Olympische Zomerspelen 2012 en 2016 maar won geen medailles.

## Belangrijkste resultaten
- Brons met het team op de wereldkampioenschappen 2008.